# 2 Pułk Artylerii Mieszanej

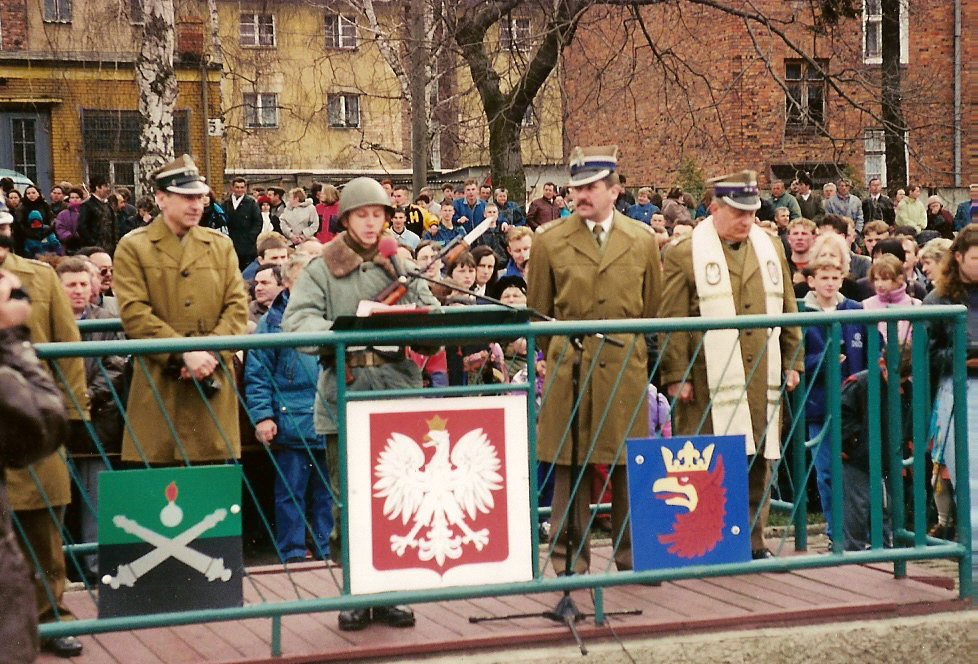
Przysięga wojskowa w 2 pam Leg (1996 r.)

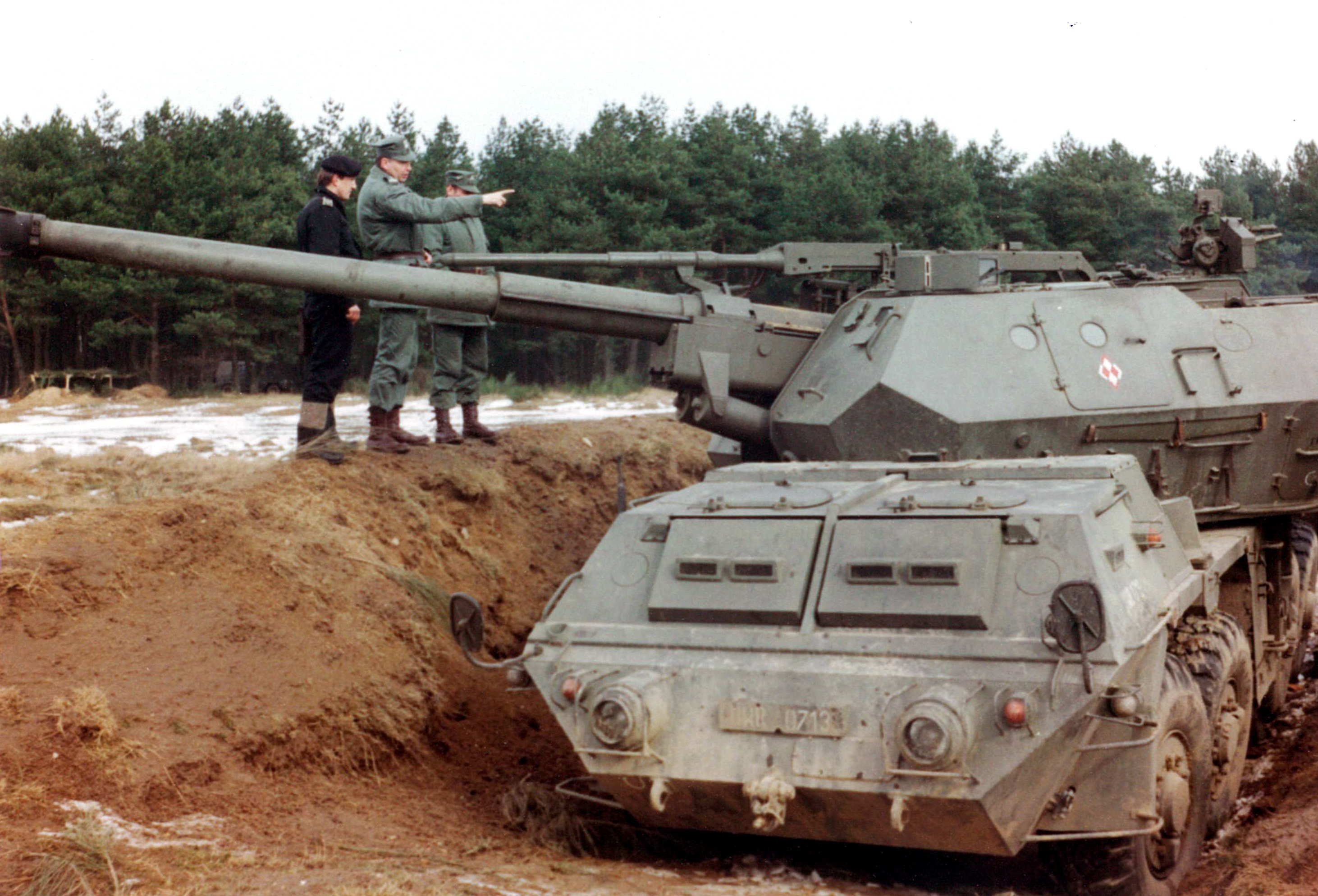
Dana na stanowisku ogniowym

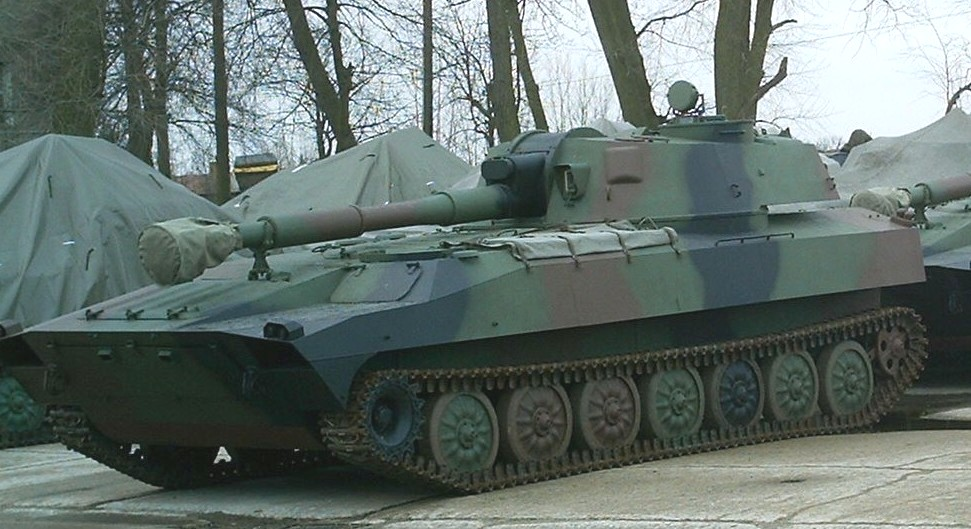
2S1 Goździk

2 Pułk Artylerii Mieszanej Legionów im. Króla Władysława IV (2 pam) – oddział artylerii Wojska Polskiego.
Pułk został sformowany w 1995 roku z połączenia 2 pułku artylerii, 99 dywizjonu artylerii przeciwpancernej i 21 dywizjonu artylerii rakietowej. Wchodził w skład 12 Dywizji Zmechanizowanej. Stacjonował w garnizonie Szczecin, w koszarach przy ulicy Mickiewicza.

## Tradycje
12 czerwca 1992 roku nadano pułkowi nazwę wyróżniającą "Legionów" oraz imię króla Władysława IV. Przejął on równocześnie dziedzictwo i tradycje:
- Brygady Artylerii Cekhauzu Warszawskiego (1767-1789)
- 2 Brygady Artylerii (1789-1794)
- kompanii artylerii lekkiej Legii Naddunajskiej (1800-1801)
- 2 batalionu artylerii pieszej (1807-1813)
- 2 kompanii lekkiej artylerii pieszej (1807-1831)
- 2 pułku artylerii lekkiej Legionów (1914-1939)
- 2 Warszawskiego pułku artylerii lekkiej (1939-1940)

20 marca 1996 roku pułk przejął także dziedzictwo:
- 2 pułku artylerii lekkiej i 2 pułku artylerii (1943-1992)
- 2 pułku artylerii Legionów im. Króla Władysława IV (1992-1995)

Doroczne święto pułk obchodził 12 czerwca.

## Dowództwo pułku
- dowódca – płk dypl Zdzisław Korytkowski
- zastępca dowódcy – ppłk dypl. Jurgiel
- szef sztabu – mjr dypl. Andrzej Lorenc

## Struktura organizacyjna
dowództwo, sztab
- bateria dowodzenia
- dywizjon haubic 122 mm
- dywizjon haubic 152 mm
- dywizjon artylerii rakietowej
- trzy dywizjony artylerii przeciwpancernej (skadrowane)
- kompanie: zaopatrzenia, remontowa, medyczna

## Symbole pułkowe
Sztandar
W 1996 z rąk Prezydenta RP Aleksandra Kwaśniewskiego – zwierzchnika Sił Zbrojnych 2 Pułk Artylerii Mieszanej Legionów im. Króla Władysława IV otrzymał sztandar. Uroczystość odbyła się 22 czerwca 1996 na Wałach Chrobrego w Szczecinie.
Odznaka pułkowa
Odznaka w kształcie krzyża maltańskiego z pionowymi ramionami wydłużonymi o złotych krawędziach i ramionach pokrytych białą emalią. Na górnym ramieniu krzyża złota cyfra 2, na poziomych inicjały pułku PA LEG, a na dolnym inicjał patrona pułku W IV. W centrum krzyża nałożony oksydowany orzeł wojsk lądowych.
Odznakę o wymiarach 42x35 mm, wzorowaną na odznace 2 Pułku Artylerii Lekkiej Legionów z 1929, zaprojektował Wojciech Siemiątkowski i Zbigniew Surowiecki, a wykonano w pracowni grawerskiej Jana Panasiuka w Warszawie.
Pierwsze odznaki wręczono 12 czerwca 1993 roku.

## Przekształcenia
2 pułk artylerii lekkiej → 2 pułk artylerii → 2 pułk artylerii legionów → 2 pułk artylerii mieszanej → 2 pułk artylerii Legionów